# Prije kiše (1994.)
Prije kiše (mak. Pred doždot, engl. Before the Rain) je makedonski film iz 1994. godine kojeg je kao redatelj i scenarist potpisao Milčo Mančevski. Filmsku radnju čine tri priče čija su glavna tema tragične i nesretne ljubavi. Glavne uloge tumače: Katrin Cartlidge, Rade Šerbedžija, Gregor Kolin i Labina Mitevska, a glazbu je radila makedonska grupa Anastasia. Film je nagrađen s više od trideset nagrada diljem svijeta od kojih je najznačajnija venecijanski Zlatni lav, a pored toga je bio nominiran za Oscara u kategoriji najboljih filmova izvan engleskog govornog područja. Posebnu dimenziju filma predstavlja i doba u kojem je film rađen zbog višegodišnjih krvavih sukoba na prostoru nekadašnje Jugoslavije obojenih nacionalnom i vjerskom netrpeljivosti.

## Radnja
Film je podijeljen u tri dijela "Zborovi" (Riječi), "Lica" i "Sliki" (Slike) koji za svoju središnju radnju imaju tragične i nesretne ljubavi. 
"Zborovi" prate monaha Ćirila koji se zavjetovao na šutnju u manastiru negdje u vrletima Makedonije i njegovo ustajanje u obranu Zamire, mlade Albanke koja je u bijegu pred ruljom koja je optužuje za ubojstvo. Oni napuštaju manastir i bježe kroz makedonske vrleti, ali se njihova priča završava iznenadnim i brutalnim krajem. 
"Lica" su smještena u užurbani London i prate Anu koja je rastrzana između svoje ljubavi prema svom suprugu Niku s jedne i privlačnosti prema razočaranom makedonskom ratnom fotografu Aleksandru. Ona biva uvučena u čitav niz tragičnih događaja kroz pucnjavu u jednom restoranu nedaleko od nje. 
"Sliki" prate Aleksandra koji se vraća u svoje rodno selo, koje je rat podijelio na nacionalnoj osnovi i u kojem se na susjede Albance gleda kao na neprijatelje. On se u selu susreće sa svojom starom ljubavlju Albankom Hanom, koja ga moli da pomogne i sačuva njenu kćerku Zamiru i dok Aleksandar kreće u potragu, na horizontu se stvara oluja (kiša), a film se vraća na svoj početak (prije kiše).

## Glumci
- Katrin Cartlidge kao Anne
- Rade Šerbedžija kao Aleksander
- Grégoire Colin kao Kirił
- Labina Mitevska kao Zamira Halili
- Silvija Stojanovska kao Hana Halili
- Abdurrahman Shala kao Zekir